# 坂本惠
坂本 惠（さかもと めぐみ、1954年10月 - ）は、日本の言語学者。専門は、日本語学、日本語教育学。
東京外国語大学名誉教授。

## 来歴
- 1978年3月 - 早稲田大学政治経済学部政治学科卒業
- 1982年3月 - 早稲田大学大学院文学研究科博士前期課程修了
- 1986年3月 - 早稲田大学大学院文学研究科博士後期課程単位取得退学

- 神奈川大学経営学部助教授[1]、東京外国語大学留学生日本語教育センター教授等を経て、2015年4月より東京外国語大学国際日本学研究院教授（大学院重点化に伴う配置換え）。
- 2019年3月、東京外国語大学を定年退職。

## 著書・論文
- 「日本語教育における待遇表現の扱い方」『東京外国語大学留学生日本語教育センター論集28号』 （2002年3月）
- 「敬語と敬意表現」『日本語学』明治書院 （2001年4月）
- 『敬語表現』共著 大修館書院 （1998年）